# Martin Stamper
Martin Stamper (Liverpool, 21 agosto 1986) è un taekwondoka britannico.

## Palmarès

### Mondiali di taekwondo
- Bronzo a Campionati mondiali di taekwondo 2011

### Europei di taekwondo
- Argento a Campionati europei di taekwondo 2008
- Bronzo a Campionati europei di taekwondo 2012